# لواء فقوع
لواء فقوع لواء يقع في محافظة الكرك في الأردن. يتبع اللواء لمحاظفة محافظة الكرك التي تضم 7 ألوية. يقدر عدد سكانه بـ 16806 نسمة حسب إحصاء 2015. وتعد الغالبية العظمى من سكان اللواء من قبيلة بني حميدة. 
وشهد لواء فقوع مجموعة من الأحداث المهمة - نسبيا- مثل حراك لواء فقوع الذي كان امتداد للحراك الشعبي الأردني الذي ظهر بعد الربيع العربي، بالإضافة إلى الإعتداء على المركز الأمني وعدد من المباني الحكومية على خلفية مقتل أحد طلاب الثانوية العامة (التوجيهي) - عن طريق الخطأ- بعد مظاهرات تم تنظيمها من قبل الطلاب عند المركز الأمني

## الوصلات الخارجية
- دائرة الاحصاءات العامة